# Анкер, Микаэль
Микаэль Анкер (дат. Michael Ancher; 9 июня 1849, Рутскер, Борнхольм — 19 сентября 1927, Скаген) — знаменитый датский художник, представитель датского импрессионизма, один из основателей колонии художников в Скагене.

## Биография
Сын торгового агента Яна Микаэля Анкера и Эллен Элизабет Мунк. Родился в деревне Рутскер (дат. Rutsker) на острове Борнхольм. В 1871—75 годах учился в Академии художеств в Копенгагене, занимался в мастерской П. С. Кройера. Дебютировал как художник в 1874 году и сразу предпринял поездку в Париж, где продолжил обучение у Пюви де Шаванна. Анкер приехал в Скаген в 1874 году и присоединился к формировавшейся тогда колонии художников. В 1880 году он женился на уроженке Скагена, начинающей художнице Анне Брённум.
Анкер известен картинами местных рыбаков и портретами. Одним из основных мотивов его творчества была борьба человека со стихией. Множество работ Анкера посвящены драматическим и опасным эпизодам из жизни ютландских рыбаков. Его работы представляют собой реалистические описания действительности и в то же время монументальные картины, основанные на тематике героизма. В больших по формату и многофигурных картинах он комбинирует классические композиционные принципы исторических картин с реализмом. Известнейшие картины, посвящённые рыбацкой тематике: «Обойдёт ли он мыс?» («Vil han klare pynten?», 1880), «Спасательную шлюпку проносят через дюны» («Redningsbåden køres gennem klitterne», 1883), «Четыре рыбака у лодки на берегу в Скагене» («Fire fiskere ved en båd på Skagens strand», 1890), «Летний день в море» («Sommerdag påhavet», 1894), «Рыбаки на берегу в Скагене. Раздел улова» («Fiskere på Skagens Strand. Fangsten fordeles», ок. 1875).
Анкер не обходил вниманием и сцены из сельского быта, он писал сельских жителей, привнося в их образы элементы романтики, датского национального колорита и поэтичности: «Больная девушка» («Den syge pige», 1882), «Утонувший» («Den druknede», 1895), «Фру Кройер проходит мимо дома Кристоффера» («Fru Krøyer går forbi Kristoffers hus», 1892), «Жена рыбака» («Fiskerkone», ок. 1920). На многих картинах Анкера изображены и люди из высоких слоёв общества: «За завтраком» («Ved frokostbordet», 1888), «Крещение» («En barnedåb», 1880), «Летний день на пляже» («Sommerdag ved stranden», 1895—1896), «Завтрак актёров» («Skuespillerfrokost», 1902).
Анна и Микаэль Анкер были изображены на банкноте 1000 датских крон.

## Галерея

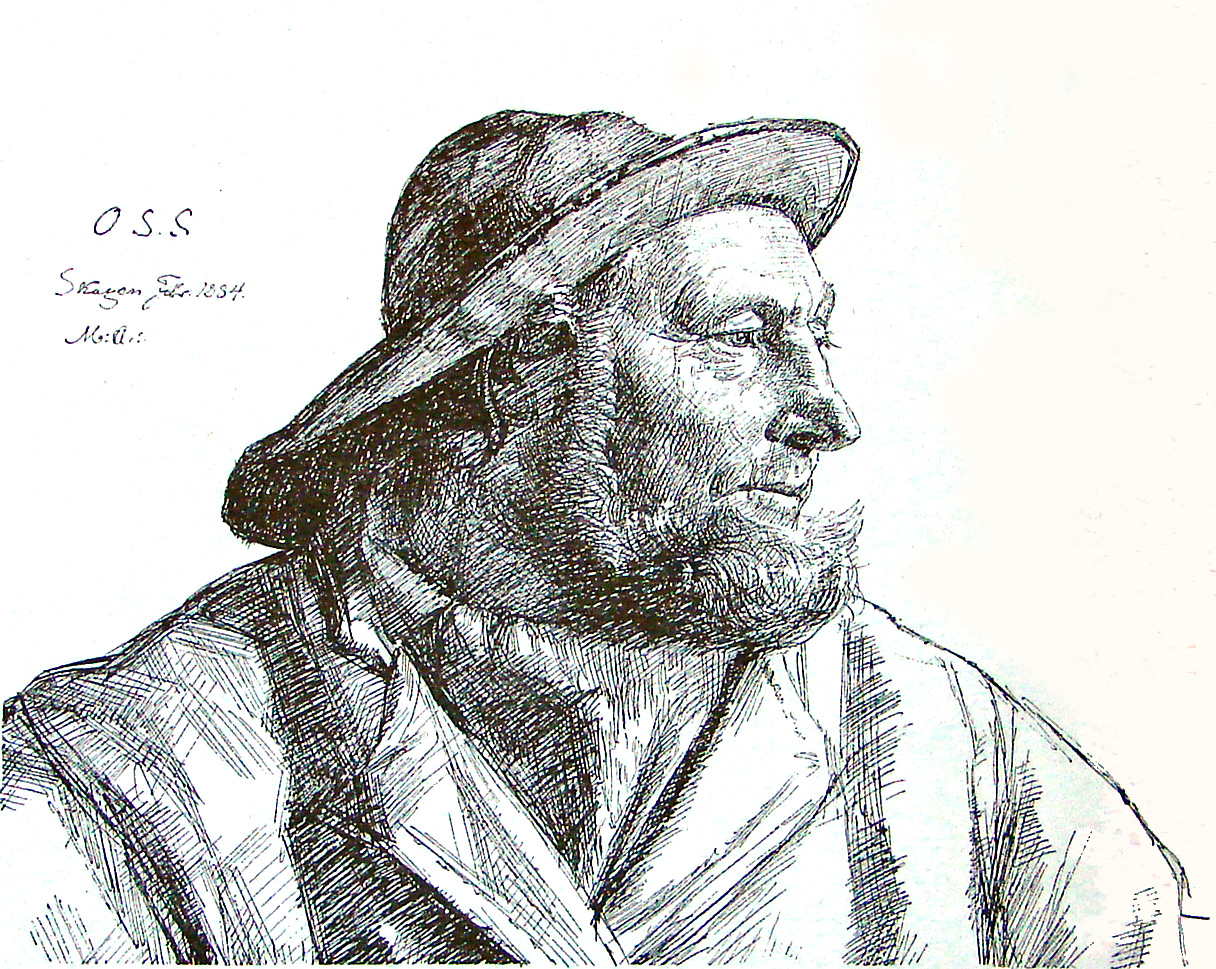
«Рыбак из Скагена»

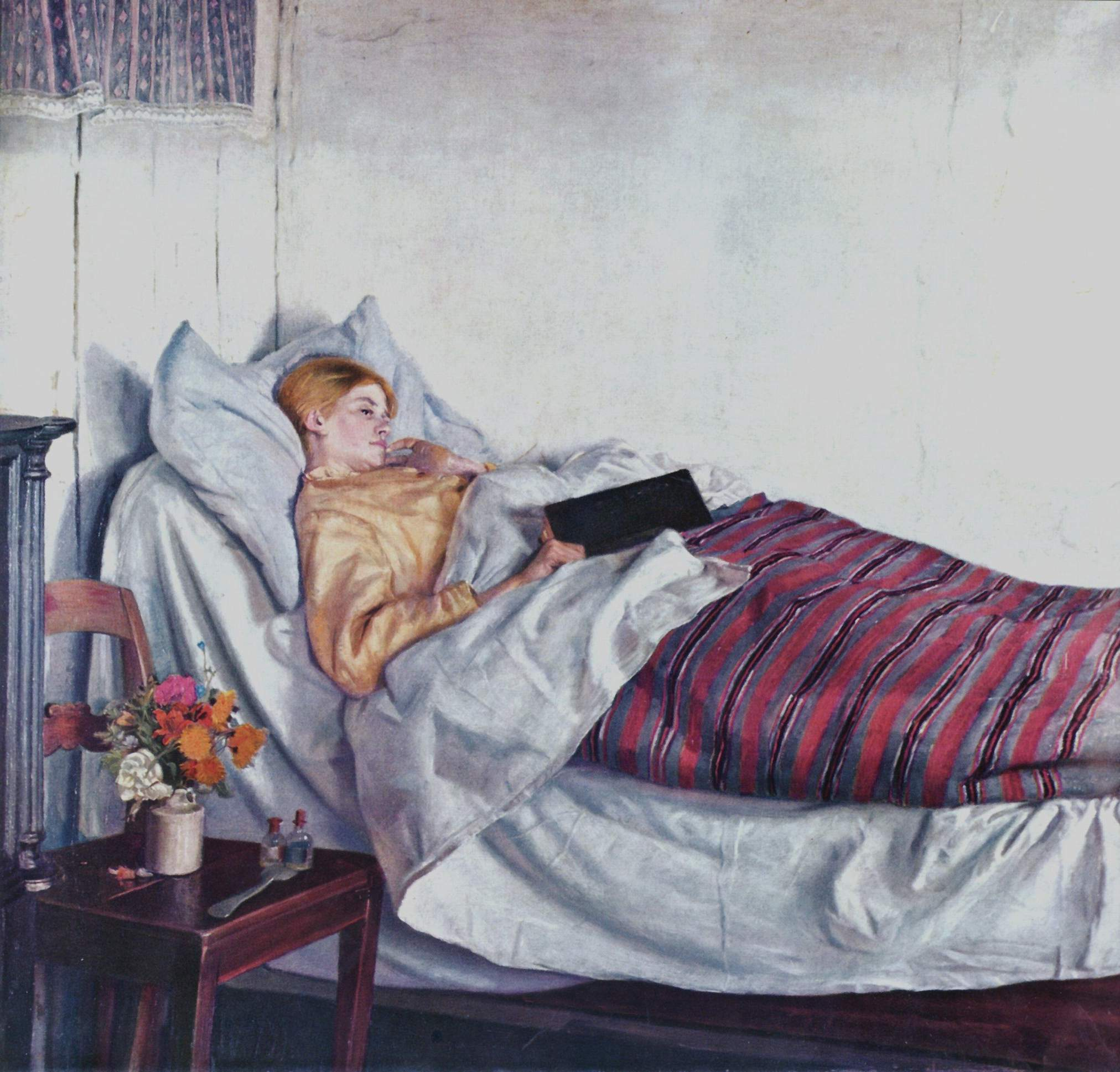
«Больная девушка»

- «Рыбак из Скагена»
- «Больная девушка»